# 마그레브

마그레브 지역

마그레브(المغرب العربي, Maghreb)는 대체로 오늘날의 북아프리카의 서부 지역, 즉, 모로코, 알제리, 튀니지를 아우르는 지역을 말한다. 아랍어로 "해가 지는 지역" 또는 "서쪽" 이란 뜻의 알마그리브(Al-Maghrib)라는 단어에서 유래한다. 역사적으로는 때때로 이슬람이 지배하는 이베리아반도와 시칠리아, 몰타를 포괄하여 지칭하기도 했다. 이 지역은 7세기부터 이슬람 제국이 점령했으며, 15세기에는 모로코를 제외한 나머지 지역들을 오스만 제국이 지배했다.
오늘날의 마그레브 문화권은 베르베르인들의 문화가 중세부터 아랍-이슬람 문화의 영향을 받아 형성된 것이다. 오스만 제국이 몰락해 가면서 1830년 알제리, 1880년 튀니지, 1912년 모로코가 차례로 프랑스의 식민지가 되었다. 제2차 세계대전 후 탈식민지화를 거치며 마그레브에서 알제리 전쟁, 이프니 전쟁과 서사하라 전쟁 등 군사적인 충돌이 발생했다. 1956년에서 1962년 사이에 독립을 한 이들 세 국가는 현재 아랍 연맹의 회원국이다.

## 정치적 상황
마그레브는 베르베르어와 마그레브 아랍어를 사용하며 문화적, 종교적 정체성을 강하게 공유하고 있지만, 독립 이후에는 서로 다른 정치적 발전을 이루어 왔다. 아랍 마그레브 연합(AMU)이 존재하지만 정치적 공통점은 찾기 힘들다. 알제리는 독립 이후에 제3세계를 지지하는 진보주의 노선을 채택했고, 모로코는 친서구주의 왕정 체제를 유지하였다. 알제리가 서사하라에 대한 모로코의 통치를 인정하지 않으면서 양국 관계는 단절되었다. 튀니지는 하비브 부르기바 대통령과 그 후임 벤 알리 대통령의 통치 기간을 거치면서 탄탄한 민주주의 정치 체계를 이루었다.

## 외교 정책
알제리는 오랫동안 소련과 밀접한 관계를 맺어 오다가 테러와의 전쟁을 계기로 조지 부시 대통령 시절부터 미국과 가까워졌다. 모로코는 오랜동안 프랑스와 미국의 전략적 파트너 관계를 유지하고 있다. 다만, 모로코 국민은 팔레스타인 분쟁에 민감하여 이스라엘을 지지하는 미국에 대한 반감을 가지고 있다. 마그레브 국가는 독립한지 반세기가 지났지만 여전히 경제적, 인적교류는 유럽에 우선순위를 두고 있다. 마그레브 국가 간의 무역 규모는 국내총생산의 3%에 불과하다.

## 같이 보기
- 아랍 마그레브 연합
- 바르바리
- 베르베르인
- 알제리의 역사
- 리비아의 역사
- 모리타니의 역사
- 모로코의 역사
- 튀니지의 역사
- 마슈리크
- 무어인
- 플라사스 데 소베라니아
- 사헬
- 사하라 종단 무역